# Cristian Espinoza
Cristian Omar Espinoza (Buenos Aires, 3 aprile 1995) è un calciatore argentino, attaccante del S.J. Earthquakes.

## Caratteristiche tecniche
È un'ala destra che all'occorrenza può giocare anche da mezzapunta.

## Carriera

### Nazionale
Ha preso parte al Campionato sudamericano Under-20 2015 ed al Mondiale Under-20 2015.
Viene convocato per le Olimpiadi 2016 in Brasile.

## Palmarès

### Club

#### Competizioni nazionali
- Campionato argentino: 1

Boca Juniors: 2017-2018

### Nazionale
- Campionato sudamericano Under-20: 1

Uruguay 2015